# 岐阜県立中津高等学校
岐阜県立中津高等学校（ぎふけんりつ なかつこうとうがっこう）は、岐阜県中津川市中津川にある公立高等学校。

## 概要
- 創立 - 1906年（明治39年）
- 学科 - 普通科（全日制・定時制）
- 建学の精神 - 自由と個人の尊厳
- 制服 - 男子：詰襟の学生服、女子：ブレザー

## 沿革
- 1906年 - 中津町立中津高等女学校が創立される。
- 1920年 - 県立に移管。岐阜県立中津高等女学校に改称。
- 1923年 - 岐阜県中津高等女学校に改称。
- 1948年 - 岐阜県立中津高等学校に改称。
- 1949年 - 中津工業高校、中津実業高校、中津農林高校を統合。苗木分校を設置。
- 1951年 - 加子母分校を設置。
- 1956年 - 商業科を分離し、岐阜県立中津商業高等学校を設置。
- 1963年 - 工業科を分離し、岐阜県立中津川工業高等学校を設置。
- 1966年 - 農業科の募集停止。
- 1969年 - 苗木分校を廃止。
- 1971年 - 福岡分校を廃止。
- 1974年 - 付知分校、加子母分校を廃止。
- 1975年 - 英語科を設置。
- 1983年 - 英語科を普通科英語コースに改編。
- 1997年 - 普通科自然科学コースを設置。
- 2007年 - 岐阜県立恵那北高等学校を統合、単位制に改編され新「中津高校」となる。英語コース、自然科学コース募集停止。

## 特色

### 周辺環境
学校は「旭ヶ丘」と呼ばれる小高い丘の上にあり、下を通る県道6号中津川田立線（旧・国道19号→257号）と学校を結ぶ坂道は桜の並木道となっている。徒歩で5分ほどの市街地にはショッピングモールや銀行、商店街などがある。

### 通学区
中津高校は旧・東濃学区の東端に位置するため、主に中津川市内及び恵那市からの通学者が多いが、瑞浪市方面から通学する生徒も若干存在する。

### 教育
前期、後期に分かれている2学期制。1年生では、美術、音楽、書道の中から1つ選ぶことができる。その他にも、現代文、古典、数学Ⅰ、数学A、物理基礎、生物基礎、家庭科、体育、現代社会を学ぶ。2年生からは、文理が分かれるため、受ける教科が変わってくる。全学年に特進クラスというものがある。これは、その学年内においての成績優秀者が入るクラスである。学力に合った教育が行われている。月・水・金は6限授業、火・木は7限授業を実施している。
2006年（平成18年）を最後に廃止された「自然科学コース」・「英語コース」にかわって「特進クラス」が設置された。「特進クラス」では理科3科目に対応するため週2回1日7限授業や放課後補習・土曜の集中講座が行われており、難関大学や医学部への進学に適した時間割となっている。
国公立大学の受験に必要な科目の授業は2年生時までに全て終了する。3年生時には単位制であることを生かして、受験に即した多様な科目を用意することによって、各々の受験事情に対応した科目を選択することが可能になる。また、3年生時には大学入試に対応するため「○○特講」といった独自の科目を用意する。
2004年（平成16年）より始まった同じ市内にある中京学院大学との高大連携によって、高校の授業では通常学ぶことが出来ない「中国語特講」といった科目を1年間受講することにより、高校の単位として認定される。
創立100周年記念事業の一環としてスタートした「旭陵留学プログラム」によって毎年2名が海外英語圏へと留学している。派遣国はアメリカ合衆国・カナダの2か国からの選択で、希望者（1・2年生のみ）はSLEPと呼ばれる留学試験用の特別なテストと日本語と英語による保護者同伴での面接試験によって選抜される。「年間派遣」（実質10か月）と「3か月派遣」からの選択となっているが、学校側は「年間派遣」を推奨している。費用は派遣地によって違うが、中津高校の同窓会より一人当たり100万円の奨学金が出る。以前は年6名派遣され、派遣先はアメリカ、カナダ以外にもイギリス・オーストラリアがあった。
英検の取得に力を入れており、毎年多くの生徒が英検準2級、2級を取得している。2009年度は2級を130名、準2級を300名が取得しており、全国優良校26校の一校に選ばれている。

## 学校行事
旭陵祭
毎年6月には旭陵祭（きょくりょうさい）と呼ばれる学校祭が行われ、1日目と2日目は文化の部（文化祭）と3日目は体育の部（体育祭）が催される。文化祭では、生徒がクラスごとに作ったTシャツを着用し、1年生は展示（写真を何枚も貼り付けて1枚の絵のようにする、クラスで一つの絵を完成させる、など）、2年生は演示（ダンス）、3年生は演劇をする。
遠足
毎年5月に行くことになっており、行き先はそれぞれ1年生はリトルワールド、2年生は沖縄研修旅行の事前学習（平和学習）も兼ねて長野（松代大本営跡、善光寺）、3年生は京都となっている。
修学旅行
10月末に2年生が沖縄へ行くことになっている（3泊4日）。ちなみに、周辺高校の修学旅行と比べると出発時期が遅い。
予餞会
2月末（大体卒業式の前日）に行われる、「3年生を送る会」のこと。体育館で1日をかけて行われる。後輩や転勤した先生からのメッセージビデオや、職員たちだけでの演劇など、卒業式前最後のビッグイベントともいえる内容になっている。

## 設備
校舎は第一棟から第三棟まであり、校舎間は二階、三階と渡り廊下で結ばれている。全ての教室にエアコンの設置やエレベーターなどバリアフリーを考慮した新校舎や、進路情報を調べたり自習学習ができるコンパスルーム、最新の設備を備えた図書館などが完成した。

## 部活動
ウェイトリフティング部が国体やインターハイなどに出場し、2009年（平成21年）には個人で全国優勝している。その他、ギターマンドリン部も全国大会に出場経験がある。

## 著名な出身者
- 伊藤潤二（漫画家）
- 大島史洋（歌人）
- 大山耕二（中部地方整備局副局長、15代・16代中津川市長）
- 垣内俊哉（実業家、中退）
- 亀井俊介（アメリカ文学者、東京大学名誉教授）
- 小林敏明（哲学者）
- 末松安晴（通信工学者、第14代東京工業大学学長、元国立情報学研究所所長、文化勲章、文化功労者）
- 田口主将（タレント、俳優）
- 長村洋一（化学者）
- 林竜多郎（俳優、声優）
- 葉山夏樹（元田辺三菱製薬社長、元日本製薬工業協会副会長）
- 松原大祐（アナウンサー）
- 山内太地（大学ジャーナリスト）
- 吉田喜昭（脚本家）

## アクセス
- JR中央本線中津川駅 徒歩9分